# Almost There
Pour plus de détails, voir Fiche technique et Distribution.
Almost There est un film suisse réalisé par Jacqueline Zünd et sorti en 2016.

## Fiche technique
- Titre : Almost There
- Réalisation : Jacqueline Zünd
- Scénario : Jacqueline Zünd
- Photographie : Nikolai von Graevenitz
- Musique : Max Avery Lichtenstein
- Montage : Gion-Reto Killias
- Sociétés de production : Hugofilm Productions - Intermezzo Films - Schweizer Radio und Fernsehen - RTS - SRG SSR - ARTE Deutschland
- Pays d'origine :  Suisse
- Durée : 80 minutes
- Date de sortie : Pays-Bas - 18 novembre 2016[1]

## Distribution
- Robert Pearson
- Steve Phillips
- Genji Yamada

## Sélections
- Festival international du film documentaire d'Amsterdam 2016[2]
- Festival international du film de Locarno 2017